# Rip, Rap og Rup på eventyr
Rip, Rap og Rup på eventyr (engelsk: DuckTales) er en amerikansk Disney tegnefilmserie på 100 afsnit, der blev vist fra 1987 – 1990. Serien tager fortrinsvist udgangspunkt i Carl Barks' figurer fra Andeby. Serien resulterede også i filmen Rip, Rap og Rup på eventyr: Jagten på den forsvundne lampe. Serien blev I Danmark vist på DR1, senere Disney Channel. Og har også været sendt med i Disney Sjov. Serien kan streames med et abonnement på Disney+.
I 2017 udkom Ducktales, en ny serie baseret på de samme karakterer, bare moderniseret, nye stemmer, (med få undtagelser i den danske version) og ny historie. Serien har 3 sæsoner.

## Historie
Serien omhandler de tre ællinger Rip, Rap og Rup, der bor hos deres grandonkel Joakim Von And, fordi deres normale værge, deres morbror Anders And har valgt at melde sig til tjeneste i flåden for at få nogle oplevelser i sit liv. Anders And tjener i flåden gennem hele serien. Sammen med deres onkel Joakim, hans tjenestefolk og pigen Tulle samt piloten Max Motor, som er en pelikan, tager de tre brødre ud på fantastiske skattejagter og eventyr. Senere slutter der sig også en and fra stenalderen med sin kæledinosaur, og Joakims bogholder Fenrik Klinkeæg der i virkeligheden er superhelten Gizmo And til sjakket. Anders optræder også i fremtrædene roller i få af afsnittene.
I afsnittet Pengene der forsvandt stjæler Bjørnebanden en af Gearløs' opfindelser. De samme sker nogle gange i Anders And og Co.

## Stemmer
| Rolle                     | Original stemme | Dansk stemme (Original)             | Dansk stemmer (Ny)      |
| ------------------------- | --------------- | ----------------------------------- | ----------------------- |
| Joakim von And            | Alan Young      | Claus Ryskjær (Startede rollen)     | Lars Knutzon            |
| Joakim von And            | Alan Young      | John Hahn-Petersen (Overtog rollen) | Lars Knutzon            |
| Rip, Rap og Rup           | Russi Taylor    | Anne Lorentzen                      | Vibeke Dueholm          |
| Fenrik Klinkeæg/Gizmo And | Hamilton Camp   | Lars Thiesgaard                     | Lars Thiesgaard         |
| Max Motor                 | Terry McGovern  | Esper Hagen                         | Kasper Leisner          |
| Tulle                     | Russi Taylor    | Pauline Rehné                       | Pauline Rehné           |
| Fru Trippeby              | Joan Gerber     | Michelle Bjørn-Andersen             | Michelle Bjørn-Andersen |
| Albert                    | Chuck McCann    | Lars Thiesgaard                     | Lars Thiesgaard         |
| Biffer                    | Brian Cummings  | Henrik Koefoed                      | Henrik Koefoed          |
| Georg Gearløs             | Hal Smith       | Lars Thiesgaard                     | Lars Thiesgaard         |
| Guld-Iver Flintesten      | Hal Smith       | Henrik Koefoed                      | Henrik Koefoed          |
| Hexia de Trick            | June Foray      | Margrethe Koytu                     | Margrethe Koytu         |
| Hexia de Trick            | June Foray      | Pauline Rehné                       |                         |
| Mor Bertha                | June Foray      | Susanne Lundberg                    | Vibeke Dueholm          |

Øvrige stemmer: Bjarne Helth Hansen og Michelle Bjørn-Andersen
Titelsang sunget af: Michael Elo og Henrik Koefoed

## Episoder (ufuldstændige)
1. Fanget i Bermudatrekanten/Fedtmules svømmetur